# Casa Pellicer
La Casa Pellicer és un edifici noucentista al carrer de Prat de la Riba de Reus (Baix Camp) construït i reformat en part per l'arquitecte Domènec Sugranyes el 1919. Està protegida com a bé cultural d'interès local.

## Descripció
Domènec Sugranyes, a petició d'Antoni Pellicer Montaner, va reformar la casa número 35 del carrer de Prat de la Riba per convertir-la en un edifici plurifamiliar en cantonada de planta baixa i tres pisos. Al mateix temps, aixecava una construcció de nova planta al solar marcat amb el número 33. A la reforma de l'antic habitatge, Sugranyes va realitzar una nova cornisa superior, canvià alguns balcons de la façana del carrer de la Verge Maria, i va construir una tribuna al balcó central del pis principal. Tot i que va respectar la severitat i la disposició dels buits de la façana, hi va afegir elements per a singularitzar-la, com per exemple les dobles cartel·les de la cornisa, el fris de formes circulars, ele emmarcaments decoratius de les obertures de ventilació de la cambra d'aire de sota la coberta i les baranes de ferro forjat del terrat. La tribuna de la planta principal ha estat reformada modernament, i s'ha perdut la imatge original.
Per a la nova construcció del número 33, l'arquitecte projectà una planta baixa amb una gran obertura d'arc rebaixat, sobre la qual es va disposar una terrassa practicable des del pis principal de cal Pellicer. El terrat queda protegit de les mirades del carrer per una galeria de dos arcs. Les baranes de ferro forjat entre aquests dos arcs presenten un interessant disseny floral molt estilitzat. Aquesta zona va ser concebuda com a espai d'esbarjo i descans. A la paret mitgera amb la casa veïna hi ha uns esgrafiats que representen una branca florida de roser que circula per la zona superior del mur.
Aquesta reforma és el primer treball de Domènec Sugranyes a la seva ciutat natal. L'any anterior havia construït a Salou el Xalet Vora Mar per encàrrec de Ciríac Bonet.